# 2823 van der Laan
2823 van der Laan este un asteroid din centura principală, descoperit pe 24 septembrie 1960 de PLS.